# Artemis II
Az Artemis II a NASA Artemis-programjának első emberes és összességében második küldetése, amely indítása 2026 áprilisában várható. 1972 óta (Apollo–17) ez az első személyzettel rendelkező űrhajó, ami túllépi az alacsony Föld körüli pályát. Ezen küldetés során fog először használatba kerülni személyzettel rendelkező startolásra az LC–39B az STS–116 óta.
Az Artemis-program létrehozása előtt Exploration Mission–2 néven volt ismert. A legénység célja eredetileg az volt, hogy a törölt Asteroid Redirect Mission által Hold körüli pályán elfogott aszteroidáról mintákat gyűjtsön.

## Célja
Az Artemis II célja az, hogy az első személyzettel rendelkező Orion MPCV űrhajót Hold körüli pályára állítsa, maximum 21 napra, a Space Launch System Block 1 variációjának használatával. Az űrhajó kétszer fog keringeni a Föld körül, miközben időnként beindítja hajtóműveit, hogy elég sebességet nyerjen ahhoz, hogy kilépjen a Föld gravitációs vonzásából.
A Holdtól szabad visszatérési pálya használatával fog visszatérni. Az úton a Hold felé a személyzet több tesztet is el fog végezni, beleértve az űrruhákon és az űrhajón.

## Története
2017-ben az Exploration Mission–2 úgy lett bejelentve, mint egy küldetés a Space Launch System Block 1B-vel, az Exploration Upper Stage és az Orion használatával, 50,7 tonnás rakománnyal. A terv az volt, hogy az űrhajó találkozna egy Hold körüli pályára helyezett aszteroidával, amit korábban az Asteroid Redirect Mission elfogott és rajta űrsétákat végeztek volna az űrhajósok, mintákat gyűjtve. Az ARM 2017. április lemondását követően a legújabb terv egy nyolc napos küldetés volt, négy űrhajóssal. Egy másik 2017-es javaslat szerint az űrhajósok leszállították volna a Lunar Gateway első részeit, egy 8–21 napos repülés részeként. 2018 márciusában végül úgy döntöttek, hogy felküldik az első Gateway modult egy kereskedelmi hordozórakétával, mivel a még fejlesztés alatt álló Mobile Launcherre szükség volt az Exploration Upper Stage használatához. A döntés a Falcon Heavy rakétára esett.

## Személyzet
A személyzetet 2023. április 3-án jelentették be. A négy személyes legénységnek része lesz a Kanadai Űrügynökség egy űrhajósa, aki egyben az első kanadai és nem amerikai személy lesz, aki elhagyja az alacsony Föld körüli pályát. Ehhez hasonlóan Koch lesz az első nő, Glover pedig az első afroamerikai. Abban az esetben, ha Hansen nem tud részt venni a küldetésen, helyét a szintén kanadai Jenni Sidey-Gibbons venné át. A három NASA-űrhajós tartalékosa pedig Andre Douglas, akinek Sidey-Gibbonshoz hasonlóan ez lehetne első repülése.
Személyzet
| Beosztás              | Űrhajós                                    | Űrhajós                                    |
| --------------------- | ------------------------------------------ | ------------------------------------------ |
| Parancsnok            | Gregory R. Wiseman, NASA második űrrepülés | Gregory R. Wiseman, NASA második űrrepülés |
| Pilóta                | Victor J. Glover, NASA második űrrepülés   | Victor J. Glover, NASA második űrrepülés   |
| Küldetésspecialista 1 | Christina Koch, NASA második űrrepülés     | Christina Koch, NASA második űrrepülés     |
| Küldetésspecialista 2 | Jeremy Hansen, CSA első űrrepülés          | Jeremy Hansen, CSA első űrrepülés          |

Tartalék személyzet
| Beosztás                              | Űrhajós                                 | Űrhajós                                 |
| ------------------------------------- | --------------------------------------- | --------------------------------------- |
| Parancsnok/Pilóta/Küldetésspecialista | Andre Douglas, NASA első űrrepülés      | Andre Douglas, NASA első űrrepülés      |
| Küldetésspecialista                   | Jenni Sidey-Gibbons, CSA első űrrepülés | Jenni Sidey-Gibbons, CSA első űrrepülés |

## Másodlagos rakomány

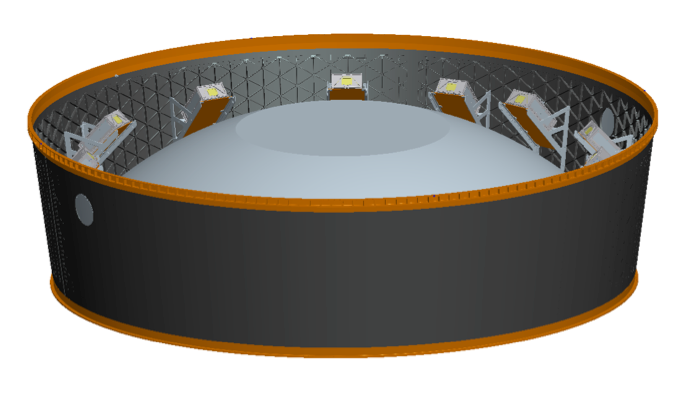
MPCV fokozat adaptere a CubeSat-ok elhelyezésére

A NASA CubeSat Launch Initiative (CSLI) programja CubeSat műholdakat rendelt meg az amerikai intézményektől és vállalatoktól, hogy ezeket másodlagos rakományként küldjék a Holdra. A NASA maximum 12 kilogrammos CubeSatokat műholdakat fogad el. 
Az Artemis 1 küldetéséhez hasonlóan az Artemis 2-n repülő CubeSatokat az SLS utolsó fokozata és az Orion űrhajó közti adapter gyűrűjének belsejére szerelik majd fel, és az Orion leválasztása után lépnek működésbe. 2021 októberében a NASA teljesen törölte a másodlagos rakományokat a küldetésből.

## Indítás
2011-ben az indítást először 2019 és 2021 közé helyezték, majd később 2023-ig halasztották a Space Launch System elkészülésére várva. 2023 januárjában a tervezett indítási időpont 2024 májusa volt, de bejelentették, hogy az Artemis I részeként repülő Orion felújítása miatt ez akár 2024 utolsó három hónapjára, vagy a következő év első negyedére is tolódhat. 2023 márciusában jelentette be a NASA, hogy novemberre halasztották az indítást.

## Hasonló küldetések
1968-ban az Apollo–8 küldetése, Frank Borman, James Lovell és William Anders személyzettel indult meg, azzal a céllal, hogy teszteljék a szervizmodult az alacsony Föld körüli pálya fölött is. Ugyan abban hasonlított az Artemis II-höz, hogy rendelkezett személyzettel és nem szállt le a Holdra, sokkal többször, tízszer repülte körbe a Holdat. Az Apollo–13 (1970) volt az egyetlen űrrepülés, ami szabad visszatérési pályát használt.
2005-ben a Space Adventures cég tervezett repüléseket kezdeni két turistával, aminek részeként 100 kilométeren belülre repültek volna a Hold felszínétől, egy Szojuz űrhajó használatával, amit egy űrhajós irányított volna. A DSE–Alpha elnevezésű küldetés 150 millió dollárba került volna a két részvevőnek személyenként, 8–9 napig tartott volna. A cég vezérigazgatója, Eric Anderson azt nyilatkozta, hogy 2011-ben eladták az egyik széket, de a második még azóta se kelt el.
A SpaceX holdturista-missziója, a dearMoon-projekt, amit eredetileg 2018-ban terveztek volna elindítani és hasonló méretű személyzettel rendelkezett volna, mint az Artemis II, két turistával, szabad visszatérési pályát használt volna, a Crew Dragon és a Falcon Heavy segítségével utazott volna a Holdhoz. A Falcon Heavy első repülését követően a SpaceX bejelentette, hogy a hordozórakétát nem fogják személyzettel rendelkező repülésekre használni és inkább a Starship fejlesztésére koncentrálnának, amivel majd később személyzetes küldetésekre használnak. 2018. szeptember 14-én a SpaceX hivatalosan is bejelentette, hogy Maezava Juszaku japán milliárdos lett első utasa, a dearMoon első, 2023-as repülésére.